# بيلوزيرنيي
بيلوزيرنيي (بالروسية: Белозерный) هي مدينة في مقاطعة كراسنودار كراي في روسيا. يبلغ عدد سكانها حوالي 4236 نسمة.